# Datsun 240Z

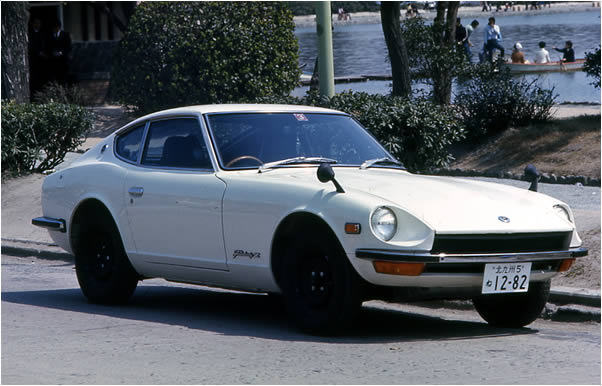
Datsun 240Z 1970

Datsun 240Z je sportovní automobil japonské značky Datsun, představený v roce 1969 na tokijské autoshow. Vozy se v Japonsku prodávaly pod označením Nissan Fairlady.
Stejně jako Toyota 2000GT a Honda S800 pracovaly na pověsti japonských sportovních automobilů. Z těch byl model 240Z bezpochyby nejúspěšnější. Jednalo se totiž o nejprodávanější sportovní automobil 70. let. Od roku 1969 do roku 1975 se vyrobilo 156 076 vozů. Jeho nástupcem se staly modely 260Z a 280Z.
Modelem 240Z se automobilka Datsun (dnes Nissan) snažila proniknout na americký trh, kde měl nahradit legendární anglický vůz Austin-Healey 3000Z, který již začínal být zastaralý. Svou úlohu splnil dokonale, protože většina automobilů mířila přímo do Spojených států. Elegantní evropské tvary karoserie navrhl německý návrhář Albrecht von Goertz, který navrhoval
vozy BMW 507 nebo Toyota 2000GT. Zákazníky oslovila také nízká cena, za kterou bylo možné pořídit i nepovedený Triumph GT6. Nevznikly ani žádné jiné řady původního modelu, dokonce ani verze s otevřenou karoserií, což byl častý tah automobilek mířících na americký trh.
Řadový šestiválec s výkonem 150 koní rychle dosáhl maximální rychlosti 200 km/h. Také díky dobrým jízdním vlastnostem má dodnes mnoho obdivovatelů po celém světě. Nepoškozené vozy se ale hledají těžko, protože vozy byly náchylné ke korozi.